# Chief Whip in het Lagerhuis
| Chief Whip in het Lagerhuis Chief Whip of the House of Commons Onderstaatssecretaris voor Financiën Parliamentary Secretary to the Treasury | Chief Whip in het Lagerhuis Chief Whip of the House of Commons Onderstaatssecretaris voor Financiën Parliamentary Secretary to the Treasury | Chief Whip in het Lagerhuis Chief Whip of the House of Commons Onderstaatssecretaris voor Financiën Parliamentary Secretary to the Treasury | Ambtstermijn                    | Ambtstermijn     | Partij(en)         | Premier(s)                           | Kabinet(ten)                        | Overige functie(s) |
| --- | --- | --- | ------------------------------- | ---------------- | ------------------ | ------------------------------------ | ----------------------------------- | ------------------ |
| | Herwald Ramsbotham | David Margesson (1890–1965) | 5 november 1931                 | 22 december 1940 | Conservative Party | Ramsay MacDonald (1929–1935)         | MacDonald IV (Nationaal Kabinet II) |                    |
| Stanley Baldwin (1935–1937) | Herwald Ramsbotham | David Margesson (1890–1965) | 5 november 1931                 | 22 december 1940 | Conservative Party | Baldwin III (Nationaal Kabinet III)  |                                     |                    |
| Neville Chamberlain (1937–1940) | Herwald Ramsbotham | David Margesson (1890–1965) | 5 november 1931                 | 22 december 1940 | Conservative Party | Chamberlain I (Nationaal Kabinet IV) |                                     |                    |
| Neville Chamberlain (1937–1940) | Herwald Ramsbotham | David Margesson (1890–1965) | 5 november 1931                 | 22 december 1940 | Conservative Party | Chamberlain II                       |                                     |                    |
| Winston Churchill (1940–1945) | Herwald Ramsbotham | David Margesson (1890–1965) | 5 november 1931                 | 22 december 1940 | Conservative Party | Churchill I                          | .                                   |                    |
| Winston Churchill (1940–1945) | | Charles Edwards | Sir Charles Edwards (1867–1954) | 22 december 1940 | 22 november 1942   | Churchill I                          | Labour Party                        |                    |
| Winston Churchill (1940–1945) | | William Whiteley | William Whiteley (1882–1955)    | 22 november 1942 | 23 mei 1945        | Churchill I                          | Labour Party                        |                    |
| Winston Churchill (1940–1945) | | | James Stuart (1897–1971)        | 22 december 1940 | 26 juli 1945       | Churchill I                          | Conservative Party                  |                    |
| Winston Churchill (1940–1945) | Churchill II | | James Stuart (1897–1971)        | 22 december 1940 | 26 juli 1945       |                                      | Conservative Party                  |                    |
| | William Whiteley | William Whiteley (1882–1955) | 26 juli 1945                    | 26 oktober 1951  | Labour Party       | Clement Attlee (1945–1951)           | Attlee I                            |                    |
| Attlee II | William Whiteley | William Whiteley (1882–1955) | 26 juli 1945                    | 26 oktober 1951  | Labour Party       | Clement Attlee (1945–1951)           |                                     |                    |
| | Winston Churchill | Patrick Buchan- Hepburn (1901–1974) | 26 oktober 1951                 | 5 april 1955     | Conservative Party | Winston Churchill (1951–1955)        | Churchill III                       |                    |
| | Edward Heath | Edward Heath (1916–2005) | 5 april 1955                    | 14 oktober 1959  | Conservative Party | Anthony Eden (1955–1957)             | Eden                                |                    |
| Harold Macmillan (1957–1963) | Edward Heath | Edward Heath (1916–2005) | 5 april 1955                    | 14 oktober 1959  | Conservative Party | Macmillan I                          |                                     |                    |
| Harold Macmillan (1957–1963) | | | Martin Redmayne (1910–1983)     | 14 oktober 1959  | 16 oktober 1964    | Conservative Party                   | Macmillan II                        |                    |
| Alec Douglas- Home (1963–1964) | Douglas- Home | | Martin Redmayne (1910–1983)     | 14 oktober 1959  | 16 oktober 1964    | Conservative Party                   |                                     |                    |
| | | Ted Short (1912–2012) | 16 oktober 1964                 | 4 juli 1966      | Labour Party       | Harold Wilson (1964–1970)            | Wilson I                            |                    |
| Wilson II | | Ted Short (1912–2012) | 16 oktober 1964                 | 4 juli 1966      | Labour Party       | Harold Wilson (1964–1970)            |                                     |                    |
| | | John Silkin (1923–1987) | 4 juli 1966                     | 30 april 1969    | Labour Party       | Harold Wilson (1964–1970)            |                                     |                    |
| | | Bob Mellish (1913–1998) | 30 april 1969                   | 19 juni 1970     | Labour Party       | Harold Wilson (1964–1970)            |                                     |                    |
| | Francis Pym | Francis Pym (1922–2008) | 19 juni 1970                    | 2 december 1973  | Conservative Party | Edward Heath (1970–1974)             | Heath                               |                    |
| | | Humphrey Atkins (1922–1996) | 2 december 1973                 | 4 maart 1974     | Conservative Party | Edward Heath (1970–1974)             | Heath                               |                    |
| | | Bob Mellish (1913–1998) | 4 maart 1974                    | 5 april 1976     | Labour Party       | Harold Wilson (1974–1976)            | Wilson III                          |                    |
| Wilson IV | | Bob Mellish (1913–1998) | 4 maart 1974                    | 5 april 1976     | Labour Party       | Harold Wilson (1974–1976)            |                                     |                    |
| | | Michael Cocks (1929–2001) | 5 april 1976                    | 4 mei 1979       | Labour Party       | James Callaghan (1976–1979)          | Callaghan                           |                    |
| | | Michael Jopling (1930) | 4 mei 1979                      | 11 juni 1983     | Conservative Party | Margaret Thatcher (1979–1990)        | Thatcher I                          |                    |
| | John Wakeham | John Wakeham (1932) | 11 juni 1983                    | 13 juni 1987     | Conservative Party | Margaret Thatcher (1979–1990)        | Thatcher II                         |                    |
| | | David Waddington (1929–2017) | 13 juni 1987                    | 26 oktober 1989  | Conservative Party | Margaret Thatcher (1979–1990)        | Thatcher III                        |                    |
| | | Tim Renton (1932–2020) | 26 oktober 1989                 | 28 november 1990 | Conservative Party | Margaret Thatcher (1979–1990)        | Thatcher III                        |                    |
| | Richard Ryder | Richard Ryder (1949) | 28 november 1990                | 5 juli 1995      | Conservative Party | John Major (1990–1997)               | Major I                             |                    |
| Major II | Richard Ryder | Richard Ryder (1949) | 28 november 1990                | 5 juli 1995      | Conservative Party | John Major (1990–1997)               |                                     |                    |
| | Alastair Goodlad | Alastair Goodlad (1943) | 20 juli 1995                    | 2 mei 1997       | Conservative Party | John Major (1990–1997)               |                                     |                    |
| | Nick Brown | Nick Brown (1950) | 2 mei 1997                      | 28 juli 1998     | Labour Party       | Tony Blair (1997–2007)               | Blair I                             |                    |
| | Ann Taylor | Ann Taylor (1947) | 28 juli 1998                    | 8 juni 2001      | Labour Party       | Tony Blair (1997–2007)               | Blair I                             |                    |
| | Hilary Armstrong | Hilary Armstrong (1945) | 8 juni 2001                     | 6 mei 2006       | Labour Party       | Tony Blair (1997–2007)               | Blair II                            |                    |
| Blair III | Hilary Armstrong | Hilary Armstrong (1945) | 8 juni 2001                     | 6 mei 2006       | Labour Party       | Tony Blair (1997–2007)               |                                     |                    |
| | Jacqui Smith | Jacqui Smith (1962) | 6 mei 2006                      | 27 juni 2007     | Labour Party       | Tony Blair (1997–2007)               |                                     |                    |
| | Geoff Hoon | Geoff Hoon (1953) | 27 juni 2007                    | 3 oktober 2008   | Labour Party       | Gordon Brown (2007–2010)             | Brown                               |                    |
| | Nick Brown | Nick Brown (1950) | 3 oktober 2008                  | 11 mei 2010      | Labour Party       | Gordon Brown (2007–2010)             | Brown                               |                    |
| | Patrick McLoughlin | Patrick McLoughlin (1957) | 11 mei 2010                     | 4 september 2012 | Conservative Party | David Cameron (2010–2016)            | Cameron I                           |                    |
| | Andrew Mitchell | Andrew Mitchell (1956) | 4 september 2012                | 19 oktober 2012  | Conservative Party | David Cameron (2010–2016)            | Cameron I                           |                    |
| | George Young | Sir George Young (1941) | 19 oktober 2012                 | 14 juli 2014     | Conservative Party | David Cameron (2010–2016)            | Cameron I                           |                    |
| | Michael Gove | Michael Gove (1967) | 14 juli 2014                    | 9 mei 2015       | Conservative Party | David Cameron (2010–2016)            | Cameron I                           |                    |
| | Mark Harper | Mark Harper (1970) | 9 mei 2015                      | 13 juli 2016     | Conservative Party | David Cameron (2010–2016)            | Cameron II                          |                    |
| | Gavin Williamson | Gavin Williamson (1976) | 13 juli 2016                    | 1 november 2017  | Conservative Party | Theresa May (2016–2019)              | May I                               |                    |
| May II | Gavin Williamson | Gavin Williamson (1976) | 13 juli 2016                    | 1 november 2017  | Conservative Party | Theresa May (2016–2019)              |                                     |                    |
| | Julian Smith | Julian Smith (1971) | 1 november 2017                 | 24 juli 2019     | Conservative Party | Theresa May (2016–2019)              |                                     |                    |
| | Mark Spencer | Mark Spencer (1970) | 24 juli 2019                    | 8 februari 2022  | Conservative Party | Boris Johnson (2019–2022)            | Johnson I                           |                    |
| Johnson II | Mark Spencer | Mark Spencer (1970) | 24 juli 2019                    | 8 februari 2022  | Conservative Party | Boris Johnson (2019–2022)            |                                     |                    |
| | Chris Heaton-Harris | Chris Heaton- Harris (1967) | 8 februari 2022                 | 6 september 2022 | Conservative Party | Boris Johnson (2019–2022)            |                                     |                    |
| | Wendy Morton | Wendy Morton (1967) | 6 september 2022                | 25 oktober 2022  | Conservative Party | Liz Truss (2022)                     | Truss                               |                    |
| | Simon Hart | Simon Hart (1963) | 25 oktober 2022                 | 5 juli 2024      | Conservative Party | Rishi Sunak (2022–2024)              | Sunak                               |                    |
| | Alan Campbell | Sir Alan Campbell (1957) | 5 juli 2024                     | heden            | Labour Party       | Keir Starmer (2024–heden)            | Starmer                             |                    |